# Zaimcevo, Burgas
Zaimcevo (în bulgară Заимчево) este un sat în comuna Ruen, regiunea Burgas,  Bulgaria. 

## Demografie
Componența etnică a satului Zaimcevo
     Turci (96,26%)
     Nicio identificare (3,73%)
     Altele (0%)
La recensământul din 2011, populația satului Zaimcevo era de 455 locuitori. Din punct de vedere etnic, majoritatea locuitorilor (96,26%) erau turci. Pentru 3,73% din locuitori nu este cunoscută apartenența etnică.